# Plaza de San Lorenzo (Sevilla)
La plaza de San Lorenzo es una plaza peatonal situada en el barrio de San Lorenzo, en el Distrito Casco Antiguo de la ciudad española de Sevilla, (Andalucía). En ella confinan las calles Conde de Barajas, Cardenal Spínola, Martínez Montañés y Eslava.
Debe su nombre a la iglesia de San Lorenzo, que se encuentra ubicada en la plaza, así como la basílica del Gran Poder, sede canónica de la Hermandad de Jesús del Gran Poder, conocido popularmente con el señor de Sevilla.

## Historia
La plaza toma su nombre de la iglesia de San Lorenzo, construida en el siglo XIII, por lo que desde ese siglo es conocida con este nombre, aunque a lo largo de la historia también ha sido nombrada popularmente como plaza Grande o plaza mayor de San Lorenzo.
En esta plaza se puso fin al motín del pendón verde iniciado en la calle Feria, y fue escenario de los funerales del torero Joselito el Gallo en 1920, albergando en la misma época un taller del imaginero Antonio Castillo Lastrucci.
El trazado actual de la plaza se debe al proyecto realizado en la segunda mitad del siglo XIX por Balbino Marrón, que perfiló su geometría, y de la obra realizada por el Ayuntamiento de Sevilla en el año 2003, en la que se eliminaron los niveles, se hizo peatonal y se la dotó de mobiliario urbano.

## Edificios y lugares significativos
- Iglesia de San Lorenzo, fundada en el siglo XIII, es una de las históricas veinticinco parroquias intramuros de la ciudad fundadas por Fernando III de Castilla. Es sede canónica de la Hermandad de la Soledad de San Lorenzo y de la Hermandad del Dulce Nombre.
- Basílica del Gran Poder, construida en 1965, alberga la venerada y popular imagen de Jesús del Gran Poder.
- Monumento a Juan de Mesa, instalado en el año 2005 en memoria del escultor Juan de Mesa, obra de Sebastián Santos Calero.